# فرانك براين
فرانك براين (بالإنجليزية: Frank Brian)‏ (مواليد 1 مايو 1923 في زاكاري - 14 مايو 2017)، هو لاعب كرة سلة أمريكي معتزل بدأ مسيرته الاحترافية في سنة 1947. يبلغ طوله 6 قدم 1 بوصة (1.9 م). اعتزل اللعب في 1956. لعب مع أتلانتا هوكس وديترويت بيستونز في إن بي إيه.

## روابط خارجية
- فرانك براين على موقع إن بي أي (الإنجليزية)
- فرانك براين على موقع سبورتس رفرنس (الإنجليزية)
- فرانك براين على موقع كلية كرة السلة في سبورتس رفرنس.كوم (الإنجليزية)
- فرانك براين على موقع ريلجم (الإنجليزية)
- فرانك براين على موقع بروبوليرز (الإنجليزية)
- فرانك براين على موقع سبورتس رفرنس (الإنجليزية)
- فرانك براين على موقع قاعة لويزيانا للمشاهير الرياضية (الإنجليزية)